# Buol-Berenberg

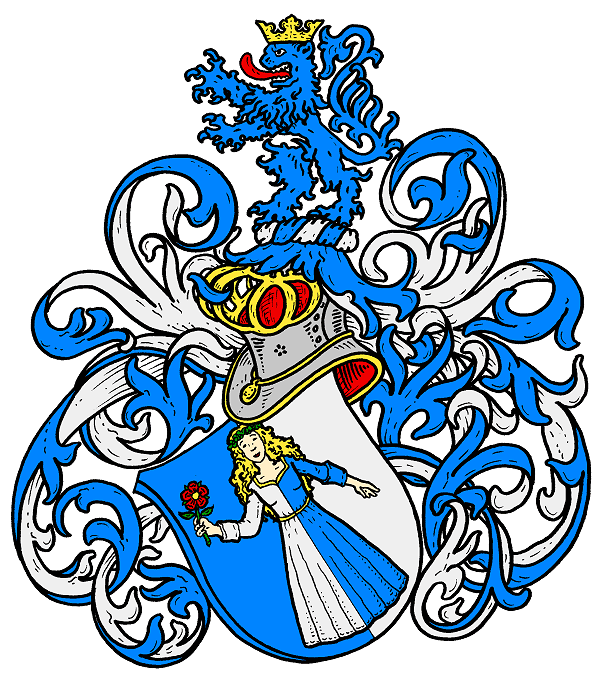
(Jüngeres) Stammwappen derer von Buol

Buol-Berenberg ist der Name eines Adelsgeschlechts, das einen Zweig der alten Graubündner Familie Buol bildet, die in verschiedenen Zweigen geadelt wurde. 
Der Zweig Buol-Berenberg wurde 1707 in den Adels- und 1795 in den österreichischen Freiherrenstand erhoben und erwarb Besitz in  Vorderösterreich (heute Landkreis Konstanz).

## Geschichte
Das ursprünglich aus Rätien stammende Rittergeschlecht Buol (siehe Stammtafel: Ulrich Buol) erscheint erstmals 1275 in Davos mit Ulrich von Bulen, einem aus Mähren stammenden Hauptmann. Die Buol sind eine der ältesten Familien Graubündens, eines der sogenannten Häuptergeschlechter des Freistaates der Drei Bünde, Landammänner von Davos und Haupt des Zehngerichtenbundes seit 1527.

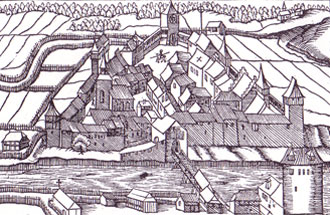
Kaiserstuhl, Aargau, im Jahr 1548

In der Familienchronik erscheint später mit seinen Nachkommen Hans Buol der Ältere (1529) als Ratsherr und Konrad Buol (1570) als Stadtschreiber von Kaiserstuhl (heute im Schweizer Kanton Aargau). Kaiserstuhl war seit 1294 im Besitz des Hochstifts Konstanz und diente danach jahrhundertelang als Zentrum der konstanzischen Landesverwaltung. Der in Kaiserstuhl residierende Obervogt nahm die Rechte der Fürstbischöfe über Hohentengen, Bergöschingen, Lienheim, Fisibach und Weiach wahr. Gleichzeitig war Kaiserstuhl seit der Eroberung des Aargaus durch die Eidgenossen im Jahr 1415 aber auch das Zentrum eines äußeren Amtes der Grafschaft Baden, einer Gemeinen Herrschaft. Dies führte gelegentlich zu Konflikten zwischen dem Fürstbischof und den Eidgenossen. Nach der Ausrufung der Helvetischen Republik im März 1798 und dem Reichsdeputationshauptschluss von 1803 verlor Kaiserstuhl seine rechtsrheinischen Gebiete an das 1806 gegründete Grossherzogtum Baden. Der linksrheinische Teil gehörte zunächst zum Kanton Baden, ab 1803 zum Kanton Aargau.
Hans von Buol (1470–1550), ein Nachfahre des Ulrich Boul (1460–1500), Fähnrichs der Landschaft Davos, zog zur Zeit der Reformation an den Bodensee in die Stadt Kaiserstuhl und wurde dort 1523 Bürger und 1529 Ratsherr. Sein Nachfahre Hans Andreas von Buol (1647–1708), fürstlich fürstenbergischer Rat, wurde am 11. Oktober 1707 von Kaiser Joseph I. in den Reichsritterstand, nebst allen seinen Vettern, mit dem Adelsprädikat „von Berenberg“ erhoben.
Mit dem Kauf des außerhalb von Mühlingen gelegenen Adelshofs Berenberg sowie im Jahr 1731 der Grundherrschaft Schloss Mühlingen nördlich des Bodensees begründen die neuen Orts- und Grundherren Christoph Andreas und Georg Konrad, ihren Familienstammsitz. Der K. K. Grenadier-Hauptmann der Infanterie Johann Ignaz von Buol-Berenberg erhielt am 29. Mai 1795 von Kaiser Franz II. das Österreichische Freiherren-Diplom als „von Berenberg und Mühlingen“.
Ab dem Jahr 1840 kommt die nur unweit gelegene Grundherrschaft Zizenhausen in von Buol’schen Besitz. Fortan begründet die Familie für ihre Nachkommen im Schloss Zizenhausen eine eigene „Zizenhausener Linie“.

## Wappen

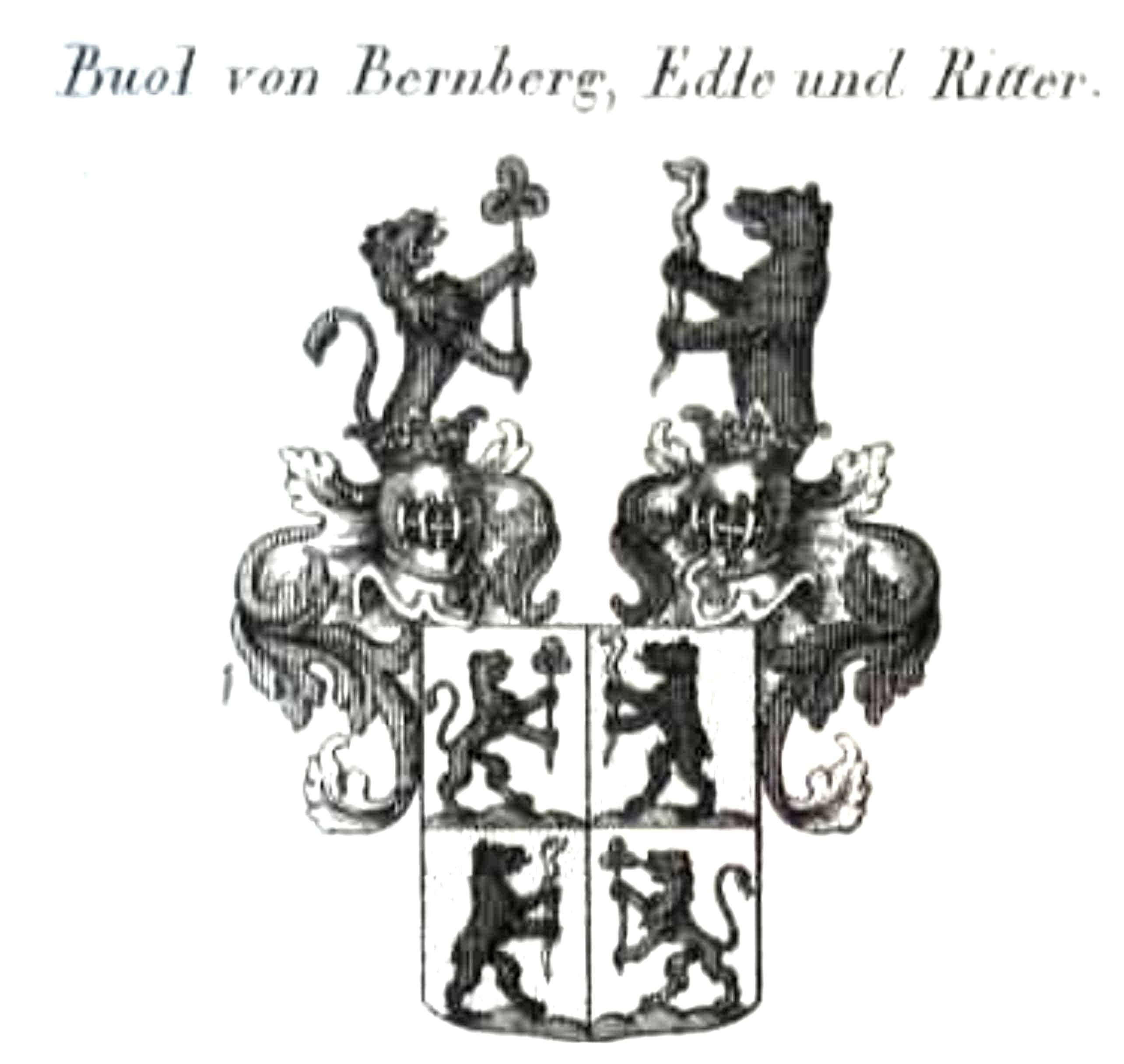
Wappen Buol von Bernberg, Edle und Ritter, K. Tyroff, Wappenbuch des Gesammten Adels des Königreichs Baiern, 1821

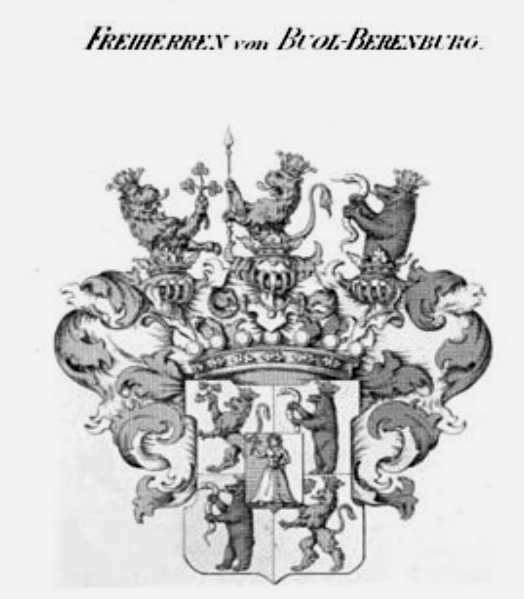
Wappen der Freiherren von Buol-Berenberg, Kupferstich, K. Tyroff, Wappenbuch des österreichischen Monarchie, 1831–1868.

Das (jüngere) Stammwappen zeigt in von Blau und Silber gespaltenem Schild eine Jungfrau verwechselter Farbe mit einer Rose (ursprünglich Kleestengel) in der Hand. Auf dem Helm mit blau-silbernen Decken ein gekrönter blauer Löwe, auch wachsend und mit einem Kleestengel oder Speer (oder Zepter) in den Pranken. Der ursprüngliche Stammwappenschild dürfte einen Kleestengel auf einem Dreiberg gezeigt haben (auch oben begleitet von zwei Rosen dargestellt); auf dem Helm die Jungfrau wachsend, mit dem Kleestengel in der Rechten (oder je einen in beiden Händen).
- Wappen Buol-Berenberg (1795, 1857): Geviert und belegt mit von Blau uns Silber gespaltenem Herzschild, darin eine blondlockige Jungfrau in verwechselten Farben, in der Rechten einen Blumenstrauß haltend (jüngeres Stammwappen), 1 und 4 in Silber auf grünem Dreiberg einwärts ein gekrönter roter Löwe mit einem Kleestengel (ursprüngliches Wappensymbol) in den Pranken, 2 und 3 in Gold auf grünem Dreiberg ein aufgerichteter gekrönter schwarzer Bär, eine Schlange haltend (Berenberg); drei Helme, auf dem rechten mit rot-silbernen Decken der Löwe mit dem Kleestengel wachsend, auf dem mittleren mit blau-silbernen Decken der Löwe mit einem silbernen Speer in den Pranken wachsend, auf dem linken mit schwarz-goldenen Decken der Bär wachsend.

## Besitz
- Mühlingen mit Schloss Mühlingen und Adelshof Berenberg bei Mühlingen, seit 1731 bis heute (Linie Berenberg-Mühlingen)
- Zizenhausen mit Schloss Zizenhausen, von 1840 bis 1936 (Linie Berenberg-Zizenhausen)
- Schloss Untertagstein, Masein

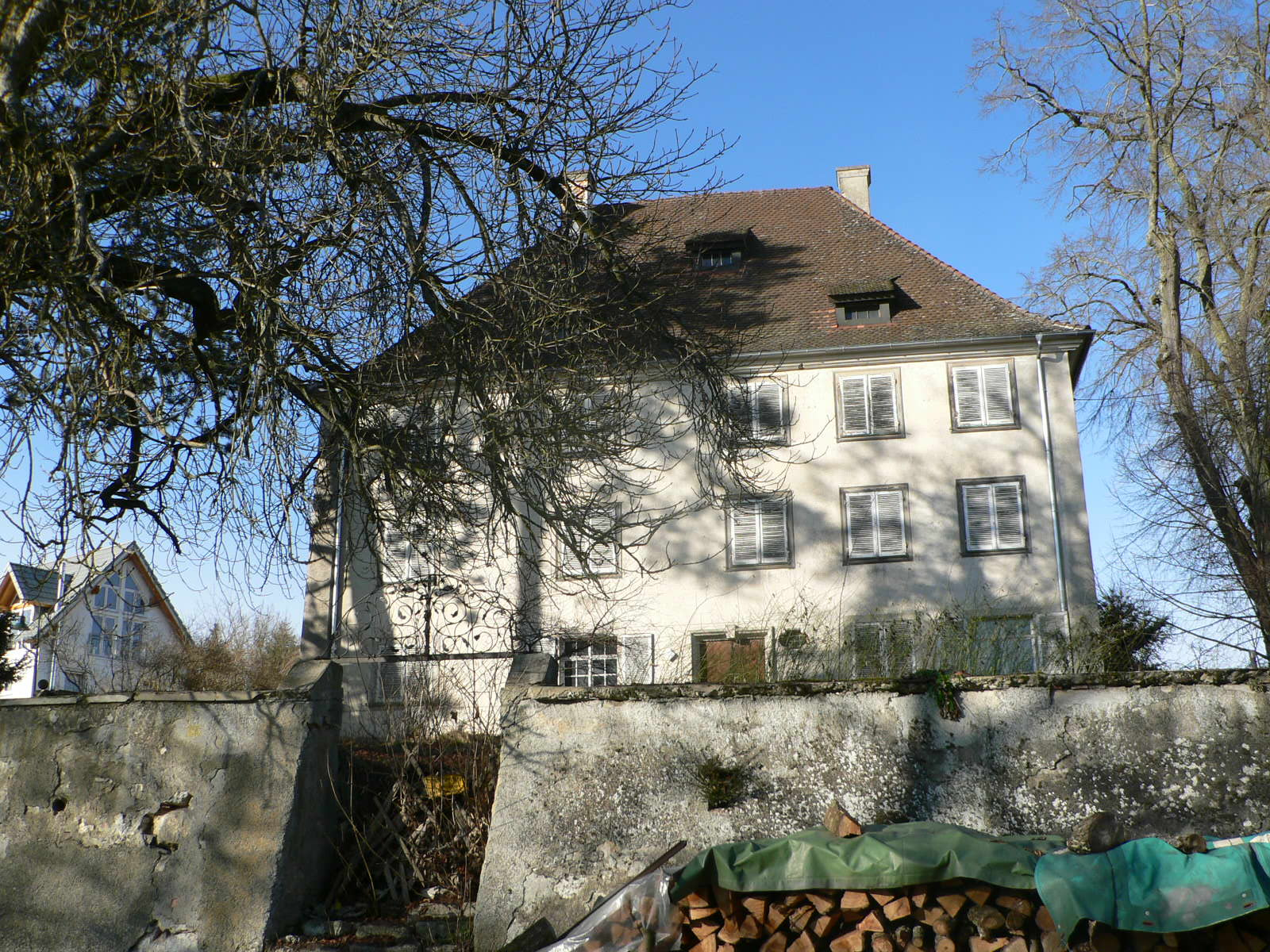
Schloss Mühlingen in Mühlingen, Landkreis Konstanz
Schloss Zizenhausen bei Stockach, Landkreis Konstanz

## Personen

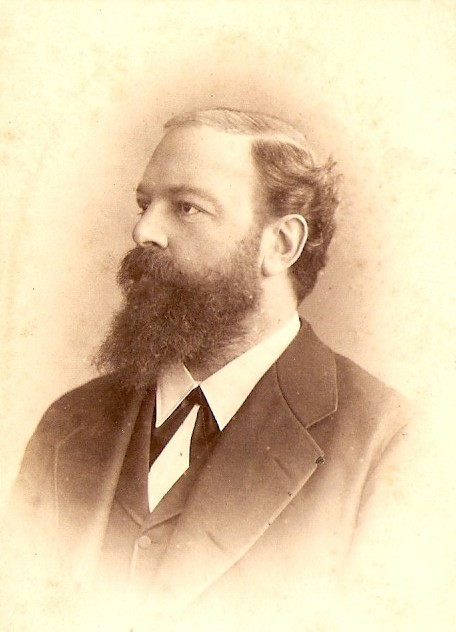
Rudolf von Buol-Berenberg (1842–1902), Präsident des Deutschen Reichstags

- Johann Nepomuk von Buol-Berenberg (1746–1813), Dr. theol., Propst in Bozen
- Joseph Ignaz von Buol-Berenberg, Ritter von und zu Mühlingen (1749–1817), Major, Oberstleutnant, Oberst, Generalmajor, Feldmarschall-Leutnant, Militärkommandant in Linz, Militär-Stadtkommandant zu Prag
- Rudolf von Buol-Berenberg (1842–1902), deutscher Politiker (Deutsche Zentrumspartei) und von 1895 bis 1898 Präsident des Deutschen Reichstags
- Maria Anna von Buol-Berenberg (1861–1943), deutsche Schriftstellerin
- Heinrich von Buol (1880–1945), Vorstandsvorsitzender der Siemens & Halske AG von 1932 bis 1945
- Karl Ferdinand von Buol-Schauenstein (1797–1865), österreichischer Staatsmann

### Familiengrab
Im von Buol'schen Familiengrab bei der Pfarrkirche St. Martin in Mühlingen sind folgende Familienmitglieder beigesetzt:
- Rudolf Freiherr von Buol-Berenberg (* 2. April 1809; † 15. März 1895 in Konstanz); ⚭ 31. Mai 1838 mit Berta Bader
- Berta Freiin von Buol-Berenberg, geborene Bader (* 19. Dezember 1818 in Zizenhausen; † 14. Oktober 1887 in Konstanz)
- Isabella Freiin von Buol-Berenberg (* 9. November 1839; † 28. Oktober 1918 in Konstanz)
- Rudolf Freiherr von Buol-Berenberg (* 24. Mai 1842 in Zizenhausen; † 14. Juni 1902 in Baden-Baden); ⚭ Elisabeth Freiin von Savigny (* 1858; † 27. Januar 1902 in Baden-Baden)
- Franz Freiherr von Buol-Berenberg (* 9. April 1849 in Zizenhausen; † 6. Februar 1911 in Überlingen); ⚭ Olga Gräfin Deym von Střítež (* 18. August 1860; † 15. Juli 1926 in Überlingen)
- Oskar Freiherr von Buol-Berenberg (* 20. November 1882 in Zizenhausen; † 5. Januar 1934 in Mühlingen); ⚭ Margarte von Biegeleben (* 21. August 1890 in Silz, Tirol; † 17. Oktober 1972 in Bozen, Südtirol)
- Ignaz Freiherr von Buol-Berenberg (* 1. Mai 1927 in Stockach; † 9. Juli 1997 in Mühlingen); ⚭ 27. Juli 1957 mit Eleonore Lindinger (* 5. Januar 1929)